# Alpha (Minnesota)
Pour les articles homonymes, voir Alpha (homonymie).
La ville d’Alpha est située dans le comté de Jackson, dans l’État du Minnesota, aux États-Unis. Sa population s’élevait à 116 habitants lors du recensement de 2010, estimée à 123 habitants en 2016.

## Histoire
La localité a été établie en 1895. Elle dispose d’un bureau de poste depuis 1895. La ville a été incorporée en 1899.